# Winfield (Kansas)
Winfield é uma cidade localizada no estado americano de Kansas, no Condado de Cowley.

## Demografia
Segundo o censo americano de 2000, a sua população era de 12.206 habitantes.
Em 2006, foi estimada uma população de 11.741, um decréscimo de 465 (-3.8%).

## Geografia
De acordo com o United States Census Bureau tem uma área de
33,0 km², dos quais 28,6 km² cobertos por terra e 4,4 km² cobertos por água.

## Localidades na vizinhança
O diagrama seguinte representa as localidades num raio de 24 km ao redor de Winfield.